# Paul Johner
Paul F. Johner (Zúric, Suïssa, 10 de setembre de 1887 – Berlín, Alemanya, 25 d'octubre de 1938) fou un mestre d'escacs suís. Segons les valoracions retrospectives (històriques) de Chessmetrics, Paul Johner va estar classificat el gener de 1921 com al número 10 del món.
Músic conegut (violinista), germà gran de Hans Johner, va guanyar sis vegades el campionat suís, concretament el 1907 (compartit), 1908 (compartit), 1925, 1928 (compartit), 1930 i 1932 (compartit), i va jugar amb Suïssa al segon tauler a la 3a Olimpíada d'escacs no oficial a Múnic 1936 (puntuant +4 –7 =6).

## Resultats destacats en competició
Va jugar en molts tornejos internacionals. El 1904 va empatar 12-13 a Coburg (DSB Congress, Hauptturnier A). El 1905/06 va ocupar el segon lloc a Nova York. El 1907 va ocupar el 21è lloc a Carlsbad (el campió fou Akiba Rubinstein). El 1908 va ocupar el 14è lloc a Viena (els guanyadors foren Oldřich Duras, Géza Maróczy i Carl Schlechter), i va ocupar el 8è a Düsseldorf (el primer fou Frank Marshall). L'any 1909 va obtenir el quart lloc a Berlín. El 1911 va empatar al 19è-21è a Carlsbad (campió, Richard Teichmann).
El 1916, Paul Johner va guanyar el 9è Campionat d'escacs Nòrdic a Copenhaguen. Va compartir el primer lloc amb Walter John a Berlín 1917 i va guanyar a Göteborg 1920 (torneig B).
Va ser el millor individual conjuntament amb Rudolf Spielmann al fort torneig de Scheveningen de 1923, organitzat per celebrar el 50è aniversari de la Royal Chess Federation, per sobre de jugadors com Richard Réti, Géza Maróczy, Jacques Mieses, Edgar Colle, Frederick Yates o el jove Max Euwe (20 jugadors). En aquest esdeveniment es va introduir un sistema totalment nou, que des de llavors es coneix com el "sistema Scheveningen" pel nom dels suburbis de l'Haia on va tenir lloc el torneig. Tots els jugadors del primer equip van jugar contra tots els jugadors del segon equip (és a dir estrangers versus Països Baixos). Paul Johner es va mantenir com a l'únic jugador invicte, amb una puntuació de 8,5/10.
Paul Johner va triomfar al Festival Internacional de Trieste 1923 (organitzat com un torneig d'invitació singular), quedant clar primer al primer grup per davant de 2. Esteban Canal, 3. Frederick Yates, 4. Siegbert Tarrasch, 5. Stefano Rosselli, 6. Lajos Asztalos, etc. (12 jugadors).
Paul Johner també va guanyar el torneig de Berlín 1924, un Quadrangular, per davant d'Akiba Rubinstein, Richard Teichmann i Jacques Mieses.
El 1925, va acabar segon empatat amb Savielly Tartakower després de Hans Kmoch, (12 jugadors, entre ells Ernst Grünfeld, Dawid Przepiórka, Lajos Steiner i Lajos Asztalos) a Debrecen.